# Velarifictorus scutellatus
Velarifictorus scutellatus är en insektsart som först beskrevs av Lucien Chopard 1951.  Velarifictorus scutellatus ingår i släktet Velarifictorus och familjen syrsor. Inga underarter finns listade i Catalogue of Life.